# Polyspora huongiana
Polyspora huongiana är en tvåhjärtbladig växtart som beskrevs av Orel, Curry och Luu. Polyspora huongiana ingår i släktet Polyspora och familjen Theaceae. Inga underarter finns listade i Catalogue of Life.